# صناعة صيد الأسماك في ويلز

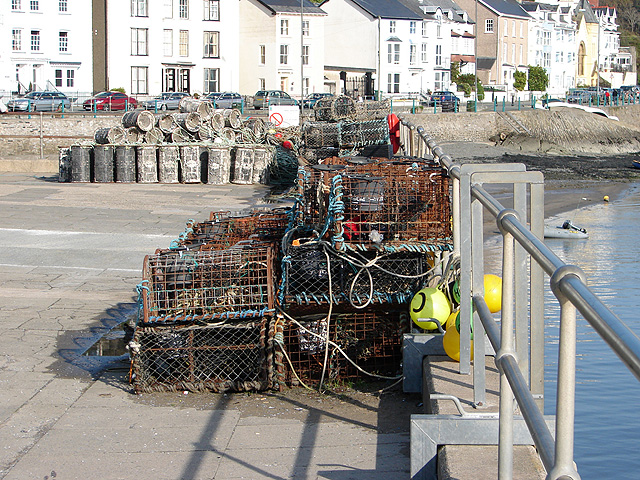
أفخاخ الكركند في أبيرديفي

تعتبر صناعة صيد الأسماك في ويلز قطاعًا من قطاعات الاقتصاد الويلزي.

## تاريخ
يستخدم الصيادون في مونماوثشاير شباك الصيد في مصب نهر سيفيرن منذ القرن السابع عشر.

## ملخص
يوظف الصيد التجاري في ويلز ما يقارب من 600 موظف بدوام كامل وتقدر قيمتها بـ 39 مليون جنيه استرليني. تم تصنيف 92٪ من سفن الصيد في ويلز على نطاق صغير.  